# 액체 금속

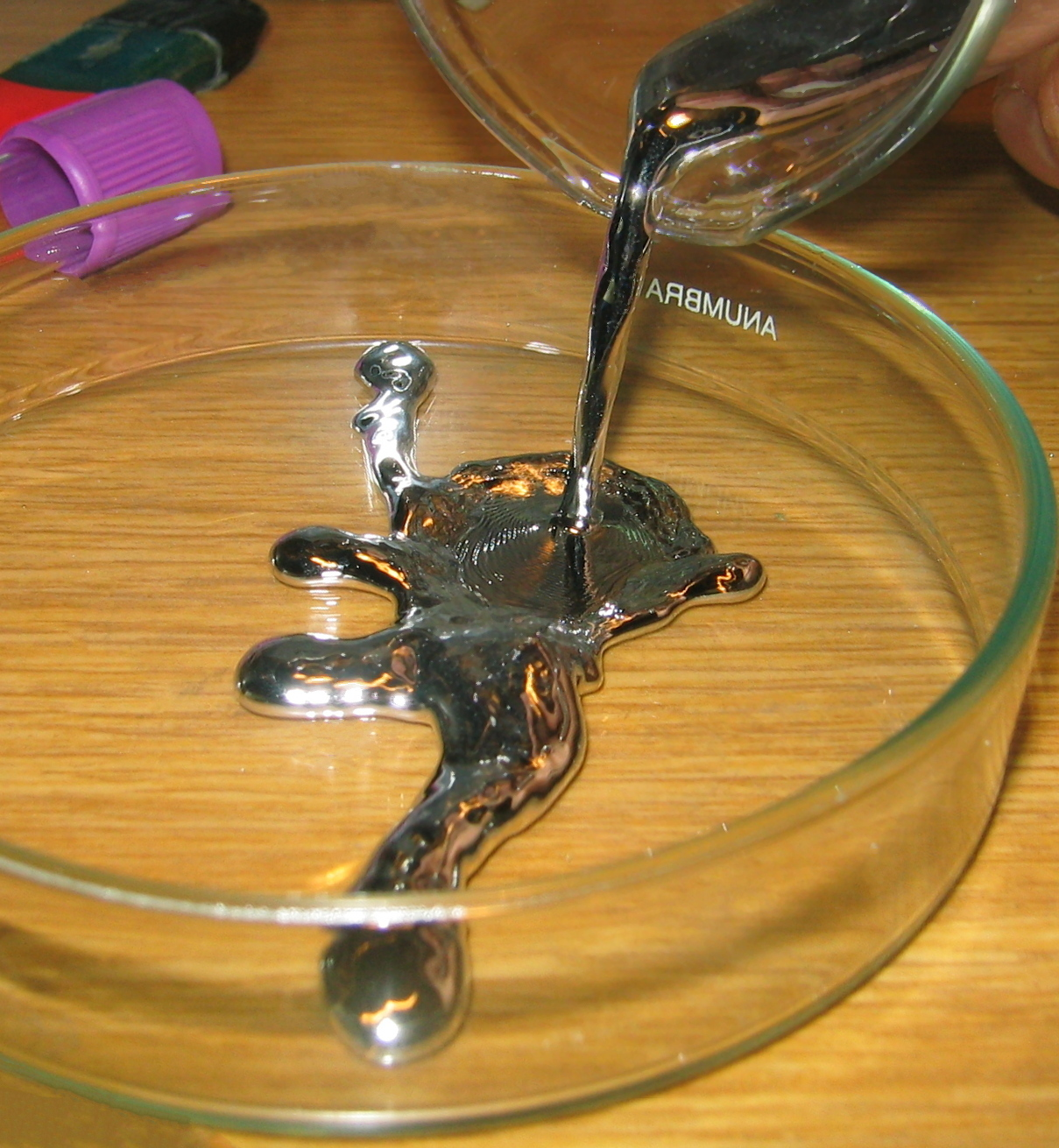

액체 금속(liquid metal)은 액체 상태의 금속, 또는 상온 근처에서 액체인 금속이다. 열전도도와 전기전도도가 같은 온도의 다른 액체에 비해 우수하다.
실온에서 유일하게 안정적인 액체 원소 금속은 수은(Hg)으로, −38.8°C(234.3K, −37.9°F) 이상에서 녹는다. 세 가지 더 안정적인 원소 금속은 실온 바로 위에서 녹는다. 세슘(Cs)은 녹는점이 28.5°C(83.3°F)이다. 갈륨(Ga)(30°C[86°F]); 및 루비듐(Rb)(39°C[102°F]). 방사성 금속 프란슘(Fr)도 실온에 가까운 액체이다. 계산에 따르면 방사성 금속인 코페르니슘(Cn)과 플레로비움(Fl)도 실온에서 액체 상태여야 한다고 예측된다.
합금은 공융을 형성하면 액체일 수 있다. 즉, 합금의 녹는점이 합금을 구성하는 금속보다 낮다. 액체 합금을 만들기 위한 표준 금속은 수은이었지만, 실온에서의 증기압과 독성이 모두 낮은 갈륨 기반 합금이 다양한 응용 분야에서 대체 금속으로 사용되고 있다.

## 같이 보기
- 이온성 액체
- 가융 합금
- 용융염
- 비결정성 금속